# Pseudotylana insculpta
Pseudotylana insculpta är en insektsart som först beskrevs av Melichar 1906.  Pseudotylana insculpta ingår i släktet Pseudotylana och familjen sköldstritar. Inga underarter finns listade i Catalogue of Life.